# Galium morii
Galium morii là một loài thực vật có hoa trong họ Thiến thảo. Loài này được Hayata mô tả khoa học đầu tiên năm 1918.